# Congiura di Gianluigi Fieschi

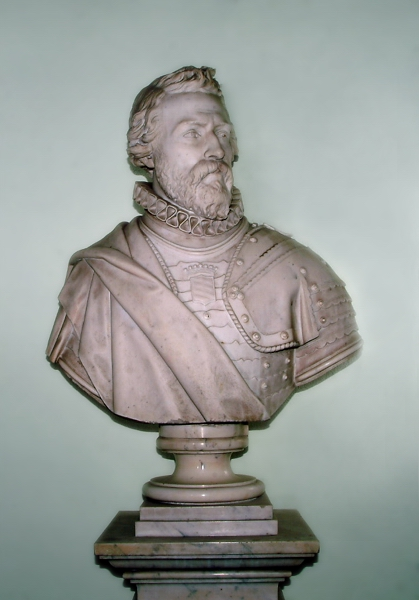
Busto di Giovanni Luigi Fieschi

La congiura dei Fieschi (o congiura di Giovanni Luigi Fieschi, detto Gianluigi, appartenente al casato dei Fieschi) fu il tentativo da parte di questi di eliminare il principe-ammiraglio Andrea Doria e i principali artefici della sua corte.
Tale episodio - avvenuto il 2 gennaio 1547 - è stato nel tempo variamente interpretato dagli storici ed è stato ricostruito anche in un'opera letteraria - La congiura del conte Gian Luigi Fieschi - scritta dal cardinale e memorialista francese Jean-François-Paul de Gondi de Retz.
Da una parte lo si considera un'azione malvagia e mossa dalla sola invidia diretta contro i potenti Doria, risolvendola in un fatto personale. Dall'altra appare come azione spinta dall'amore per l'antica libertà della Repubblica, ovvero un tentativo di vero e proprio attentato alla vita di un tiranno.
La storiografia attuale la interpreta come una sorta di soluzione dei contrasti divampati tra i due ceti nobiliari che si contendevano il potere: la nobiltà nuova e la nobiltà vecchia delle famiglie più antiche della Repubblica di Genova.

## Analisi storica
La prima interpretazione, che rigetta l'azione del ribelle per esaltare la figura di Andrea Doria, è quella degli storici dei secoli successivi l'evento: l'annalista Bonfadio, il Companaceo, il Sigonio, il Capellone, il Foglietta, il Mascardi, il Casoni.
Gianluigi Fieschi è invece visto come un nuovo Bruto, tirannicida per ideale, prevalentemente presso storici dell'Ottocento ([Edoardo Bernabò Brea]] ad esempio, a seguito di una tendenza risorgimentale che esalta il malgoverno spagnolo in Italia).
L'azione di Fieschi, dunque, nella realtà storica è frutto di un insieme di cause politiche, socio-economiche, aspirazioni di ceto e aspirazioni personali; nel complesso, gli esiti non sarebbero stati eccellenti se tale azione fosse riuscita, considerato che il Fieschi non possedeva presso i potenti un'autorità pari a quella del Doria presso Carlo V d'Asburgo.

## I motivi del risentimento di Gianluigi
Il padre di Gianluigi, Sinibaldo Fieschi, era stato tra coloro che meglio avevano esaudito le richieste di Andrea Doria di prestiti, in cambio di incarichi e onorificenze, a sostegno delle imprese di Carlo V. Erano oneri che le casse dell'erario della Repubblica non potevano sostenere, ed in definitiva questo sostegno all'imperatore andava poi a vantaggio diretto di Andrea Doria, che aumentava così le sue potenza e ricchezza.
Sinibaldo per la sua generosità aveva ceduto i suoi possedimenti alla Porta d'Archi più gli immobili ad essa adiacenti a Levante, dietro compenso di 4000 lire annue e dell'esenzione, per lui ed i suoi eredi, dalle gabelle. Ma le spese erano state maggiori e alla sua morte la famiglia versava in difficoltà economiche. La moglie Maria Della Rovere dovette pertanto abbandonare la costosa vita nel palazzo in Vialata per un regime più economico nel feudo di famiglia di Montoggio.
Ad accentuare le difficoltà non le vennero più corrisposte le 4000 lire annue pattuite per la cessione della Porta dell'Arco e dintorni. Da qui nacque l'odio di Gian Luigi, cresciuto da ragazzo con la madre a Montoggio, che vedeva con dispetto Andrea Doria e Giannettino godere di una vita sempre più agiata cresciuta anche approfittando della generosità del padre defunto.
Gian Luigi arrivando alla maggiore età sposava a diciassette anni Eleonora Cybo dei marchesi di Massa. Lasciava il castello di Montoggio per tornare alla vita cittadina che gli spettava, ma si vedeva trattato con disprezzo da Giannettino Doria proprio nel suo palazzo di Vialata. A colmare la misura pare che Giannettino fosse in rapporti illeciti con sua moglie Eleonora. Priva di logica pare invece la ragione che Giannettino avesse tolto a Gianluigi Ginetta Centurione, figlia di Adamo, dato che al momento del matrimonio di Giannettino e Ginetta Gianluigi aveva solo 7 anni.

## Le motivazioni politiche e ideali
Motivazioni ideologiche si aggiunsero a queste motivazioni iniziali. Queste si possono individuare nel desiderio di ritorno alla precedente libertà e nell'ostilità per l'antica nobiltà filo-spagnola. I nuovi nobili erano coloro che prima del 1528, anno dell'inizio del potere di Andrea Doria, appartenevano agli ordini dei mercanti e degli artefici; pertanto la divisione rispecchiava l'antico antagonismo della Repubblica di Genova tra popolari e nobili.
A questo si aggiungevano altri motivi: i vecchi nobili erano legati agli interessi della Spagna per i traffici di valuta necessari all'Imperatore, i nuovi (gli ex popolari) erano legati al settore commerciale ed industriale, prevalentemente dei tessuti e delle sete. Ai vecchi interessava mantenere saldo il legame con la Spagna, ai nuovi una forma di neutralità tale da riaprire i mercati con la Francia, in parte ripresi solo nel 1541. Sopravviveva anche un intento ideale di ripristinare l'antica libertà comunale, per quanto fosse posto a mascherare vari interessi.

### Precedenti tentativi di congiura
Da quando Andrea Doria era arrivato al potere si erano succeduti vari tentativi di rovesciarlo, subito abortiti: nel 1533 il complotto che riunì Agostino Granara e Corsanico (popolari), e Tommaso Sauli (nuovo nobile), giustiziati nel 1534 (Granara e Sauli decapitati immediatamente, Corsanigo fuggito ma ricatturato e fatto annegare in alto mare da Andrea Doria). Tentativi senza seguito non avevano creato turbolenze e nel 1530 il secondo doge, Battista Spinola, era eletto senza problemi. Seguiva il tentativo fallito filofrancese di Cesare Fregoso del 1536 a causa del quale si era affrettata la costruzione delle nuove mura.
Nel 1536 i fratelli Cesare ed Ercole Fregoso (i Fregoso erano stati esclusi dagli "Alberghi Nobiliari" nella riforma del Doria), con Guido Rangone, Cagnino Gonzaga, Barnaba Visconti, con un esercito italo francese di 12.000 fanti e 800 cavalli avevano minacciato Genova, ma all'interno della città nessuno aveva preso parte al loro tentativo. Aveva luogo poi il tentativo del sacerdote Valerio Zuccarello, decapitato nel 1539.
Barnaba Adorno (anche gli Adorno erano stati esclusi dagli Alberghi Nobiliari) ritirato nel castello di Silvano intendeva cospirare contro Andrea Doria, ma la polizia del Senato aveva catturato un suo messo, il frate Badaraccio, prendendolo con lettere relative al complotto. Frate Badaraccio venne decapitato, dopo che sotto tortura gli erano stati estorti alcuni nomi tra i quali Pietro Paolo Lasagna (nobile popolare) e Gianluigi Fieschi. Con la pace di Crepy i nuovi nobili credendosi più forti non rispettarono l'uso dell'alternare un doge nobile nuovo ad un nobile vecchio ed elessero G.B. De Fornari allo scadere di Andrea Pietrasanta. Il contrasto si acuisce nel 1545, all'elezione a doge di Giovanni Battista Fregoso, un nobile nuovo, mentre la carica spettava ai vecchi nobili per l'uso dell'alternanza.

## I preparativi per la congiura
Gian Luigi cominciò a contattare i principi e signori avversi al potere di Andrea Doria. Erano questi i Farnese di Piacenza, avversari di Carlo V e quindi del Doria, famiglia cui apparteneva il papa. Favorevole all'azione era il Re di Francia, che considerava un tradimento il passaggio del Doria alla parte avversa. Complici per il tentativo furono poi molti fuorusciti. Lo storico Michelangelo Dolcino individua i principali animatori del complotto, oltre a Gian Luigi Fieschi, nei di lui fratelli Cornelio, Gerolamo e Ottobuono Fieschi, e poi soprattutto Giambattista Verrina. Il Verrina era l'unico non nobile del gruppo, ma infervorato nel tentativo alla pari dei Fieschi per motivi ideologici, essendo nemico giurato della vecchia nobiltà.
Abitava vicino al palazzo di Vialata, per questo conosceva i Fieschi, ed era arrivato ad essere consigliere di Gian Luigi. Egli fu personaggio parimenti fondamentale nel mancato colpo, sostenendone l'apporto ideologico, la parola “Libertà” inclusa era nel suo motto. Tra gli altri adepti era Raffaele Sacco, savonese, giureconsulto, giudice dei feudi fliscani, politicamente filofrancese. Poi il varesino Vincenzo Calcagno. L'intento della congiura era quello di uccidere immediatamente Andrea e Giannettino Doria, Adamo Centurione, suocero di Giannettino (marito della di lui figlia Ginetta); quindi eleggere doge Barnaba Adorno, in politica estera lasciare la Spagna e l'Impero per allearsi col re di Francia.
Sugli intenti maturati all'interno del gruppo le motivazioni erano forse discordi; ad esempio del Verrina si alluse poi ad un suo possibile intento di uccidere in seguito anche il Fieschi, in odio a tutta la nobiltà, desiderando non avere più capi, mentre del Calcagno si disse fosse titubante per organizzare una tale impresa. Gianluigi aveva preso quattro galee pontificie e si era accordato con Pier Luigi Farnese, duca di Piacenza e figlio del papa Paolo III (mentre pare che il pontefice, sebbene molto probabilmente a conoscenza della congiura, non si esponesse né pro ne contro di essa, lasciando agire il figlio, per il sostegno economico all'impresa).
Negli accordi con la Francia – Gianluigi aveva inviato un fratello presso quella corte - invece era stata promesso il passaggio a questa parte, contro la Spagna. Fu il Gonzaga ad avvisare Carlo V di quanto si stava preparando, e l'imperatore temendo di perdere Genova, faceva avvertire il Doria del pericolo tramite il suo ambasciatore, il Figueroa. Andrea Doria, che cercava di mantenere l'indipendenza dalle grandi potenze con l'adesione alla parte spagnola, sapendo che accettare una maggiore intromissione spagnola avrebbe significato rendere suddita la Repubblica, minimizzò la cosa assicurando che il suo potere era ben saldo.
Della trama che si stava organizzando era a conoscenza anche l'ambasciatore di Venezia a Parigi. Temendo di essere scoperto, Gianluigi dovette allora affrettare i tempi. Le sue milizie erano formate dai sudditi dei suoi feudi appenninici, che aveva addestrato alle armi; inoltre blandiva anche tramite il Verrina la nuova nobiltà e tentava di accattivarsi la plebe, presentandosi presso i capi popolari come l'occasione di raggiungere la perduta libertà.

## Il tentativo dei congiurati
Per la loro azione i congiurati scelsero la notte tra il 2 e il 3 gennaio 1547; avrebbero dovuto in quel momento impossessarsi della città prendendo prima le porte e, quindi, le navi in Darsena; nel corso degli eventi dovevano uccidere il Principe. Il 2 gennaio era domenica. Il Fieschi fece entrare dalle porte della città le sue milizie, nascondendole, in parte nel suo palazzo di Vialata ed, in parte, in una delle galee date dai Farnese, ancorata nel porto. I suoi miliziani erano sia uomini del Farnese che contadini dei feudi fiescani
Per stornare dubbi e sospetti, la domenica si mostrò in giro per le piazze della città, girando con volto sereno e amichevole, fece visita ad Andrea ed a Giannettino; da Giannettino prese in braccio e giocherellò, accomiatandosi poi con un bel bacio, dai suoi figli. Fu così persuasivo da trarre in inganno anche il Figueroa che si trovava presso il Doria e per questa doppiezza accusato di infamia dagli storici filodoriani.
Lasciato il palazzo del Doria Gianluigi si portava in casa di Tommaso Assereto, dove erano i nobili da lui coinvolti nella congiura. Raccolse altri nobili noti che sapeva essere dalla sua parte per le vie della città, ed assieme si recarono al suo palazzo in Vialata. Ripartì ancora con la scusa di invitare altri alla cena serale del suo palazzo ed accolse ancora altri ospiti in Vialata. Terminata la cena, Gianluigi si mostrò agli invitati in armatura da guerra e tenne un discorso in cui mostrava la necessità di liberare la città dai due Doria.
Il giuramento di parteggiare per lui fu quasi unanime; si rifiutarono solo Giobatta Cattaneo Bava e Giobatta Giustiniano, imprigionati allora nel palazzo. Gli altri aderenti erano principalmente giovani nobili nuovi, forse invitati inizialmente ignari di quanto si preparava, credendo si trattasse di una cena. I congiurati partirono, Gianluigi passò prima di partire dalla moglie che ancora nulla sapeva e le comunicò l'azione che stava per intraprendere.
Divise i suoi uomini e poi uscì per ultimo, con 200, forse 300 armati. Scese da Vialata, si impossessò della Porta dell'Arco, la affidò a Cornelio, suo fratellastro (figlio naturale di Sinibaldo Fieschi), ed incaricò i fratelli Gerolamo ed Ottobuono Fieschi di impossessarsi della porta di San Tommaso, accompagnati da Calcagno che comandava i loro armati per sorprendere il presidio al segnale dell'assalto.
Gianluigi proseguì per la porta di Sant'Andrea, poi per San Donato, attraverso la piazza Salvaghi (poi via San Bernardo), arrivando al Ponte Cattenei in porto. Qui i congiurati si divisero: nei piani era prevista prima la presa delle porte e, quindi, la cattura delle galee dei Doria con l'insurrezione degli schiavi musulmani. Si sparò il colpo di cannone, segnale convenuto ai congiurati che dovevano prendere le porte.
Tommaso Assereto, cui era stato affidato il compito di prendere la porta dell'Arsenale con uno stratagemma, tentava di prendere la Darsena ma era respinto dall'ingresso di terra dai soldati. Per entrare in Darsena, però, Gianluigi aveva contato su Scipione Bergognino, soldato della Repubblica ma anche suo vassallo, proveniente dai feudi fliscani, che infatti gli aprì la porta della Gabella del Vino dal lato del mare. Così poté entrare con i suoi partigiani.
Gianluigi affidò a Scipione Borgognino il compito di comandare un gruppo di archibugieri, imbarcandosi su piccoli legni dai quali assalire l'arsenale dal mare. Verrina saliva sulla galea pontificia. Si accese il combattimento e le navi del Doria erano prese dai congiurati, assalite dal mare da Verrina e Borgognino, da terra da Assereto e Gianluigi, ora giunto in Darsena.

### La morte di Gianluigi Fieschi
Nell'attacco alla Darsena, Gianluigi si era portato sulla sua galea, in armatura completa, ed attendeva il segnale della presa del quartiere. La sua galea avvicinandosi si arenava e occorreva una serie di manovre per disincagliarla; riusciva finalmente a spostarsi ed a chiudere l'ingresso alla Darsena. Le navi dei Doria che al momento erano in disarmo, venivano prese e gli schiavi musulmani liberati; Gianluigi dalla sua galea passava sui legni doriani. In questi passaggi cadde in acqua lo scalandrone posto per passare tra le due galee catturate ed ormeggiate l'una a fianco dell'altra, La Capitana e la Padrona. Con esso cadde in acqua Gianluigi ed il peso della sua pesante armatura in ferro lo fece affogare immediatamente, senza che nella confusione nessuno se ne accorgesse.

### L'uccisione di Giannettino Doria
I fratelli di Gianluigi, Gerolamo e Ottobono avevano preso la porta di San Tommaso, dopo una breve lotta con i soldati di presidio. 

Nel palazzo del Principe i Doria erano colti di sorpresa. Andrea, amico di Sinibaldo Fieschi, si era forse lasciato persuadere dal comportamento di Gian Luigi di poche ore prima.
Giannettino udito il clamore e temendo una rivolta degli schiavi in Darsena, con due paggi accorreva in città; ma entrando dalla porta di San Tommaso fu atterrato da un'archibugiata in pieno petto, sparata da Agostino Bigelotti di Barga (soldato della Repubblica passato al Fieschi) e finito dai congiurati, in ultimo ancora trafitto dalla spada di Ottaviano Fieschi che voleva essere certo di averlo ucciso.

### La ritirata dei congiurati
La vittoria dei congiurati sarebbe stata sicura, padroni della Darsena e delle porte della città, ma ebbero ad accorgersi della scomparsa di Gianluigi per il banale incidente. Gerolamo Fieschi cercò ancora di risollevare i suoi e riprendere l'azione, correndo per le vie al grido di Gatto – emblema dei Fieschi - Libertà e Fieschi; ma ora nessuno, neanche fra i congiurati, gli credeva. La fine del capo isolò i rivoltosi, i popolani si rinchiusero nelle loro case ed i Fieschi non erano granché amati.
Dalla Darsena i galeotti musulmani liberati, circa 300 uomini, coglievano l'occasione dell'abbandono del campo delle forze combattenti e si impossessavano di una delle navi dei Doria, la "Temperanza", e con essa lasciavano Genova. Li avrebbe poi inseguiti sul mare con due galee lo spagnolo Bernardino di Mendoza, ma senza riuscire a riprenderli. 

Andrea Doria, alla notizia della morte di Giannettino, era consigliato di abbandonare la città; ma la morte di Gianluigi cambiava gli eventi.
Il Senato riunito d'urgenza, compreso come qualcosa fosse andato storto nel tentativo, delegava una commissione composta da personaggi accuratamente scelti per trattare con il capo della rivolta e concedere un indulto generale ai congiurati. La commissione fu composta da Ettore Fieschi, unico della famiglia ad essersi tenuto lontano dal tentativo del cugino ed in seguito per questo premiato, Ansaldo Giustiniani, Nicolò Doria.
Gerolamo Fieschi non riusciva a sollevare la città; vista la mala parata, si rifugiò con i suoi in Vialata. Cominciarono allora le trattative. Gerolamo Fieschi chiuso nel suo palazzo di Vialata ricevette Ambrogio Senarega, inviato dal Senato, che gli veniva a concedere l'indulto a patto di lasciare la città; Gerolamo era costretto ad accettare e in pochissimo tempo fuggì nel suo castello di Montoggio. Ottobono Fieschi con Verrina, Calcagno, Sacco, che al fallire della congiura si erano rifugiati sulla galea pontificia senza più scendere a terra, abbandonavano Genova per fuggire a Marsiglia.
Andrea Doria era fuggito e si era rifugiato nel Castello di Masone. Visto che la congiura era fallita da sé, rientrava in città su invito del Senato. Riceveva le condoglianze da tutte le ambasciate e riprendeva il potere sulla città. In una seduta nella notte del 4 gennaio venne eletto doge Benedetto Gentile, fedele nonostante la sua parentela con i Fieschi.

## La condanna dei congiurati
Il cadavere di Gianluigi fu ritrovato quattro giorni dopo la caduta in acqua, invischiato nella fanghiglia; venne ripescato dalla Darsena e, per ordine, di Andrea dopo essere stato esposto per quasi due mesi, venne gettato in mare per evitare gli fossero celebrati i funerali. Il Doria, su richiesta di Carlo V, chiedeva al Senato genovese di revocare l'indulto dato ai congiurati per allontanarli dalla città.
Il Senato esaudì immediatamente la sua richiesta ed ordinò la confisca dei beni e dei palazzi fliscani, la distruzione delle fondamenta dei principali di essi, a cominciare dallo storico palazzo di Vialata, l'esproprio dei beni feudali della famiglia ribelle. L'8 febbraio iniziava la distruzione del palazzo di Vialata, portata a termine nel giugno. Pari condanne erano inflitte a Raffaele Sacco, a Vincenzo Calcagno, a GioBatta Verrina, al De Franchi e agli altri congiurati.

## La confisca dei feudi fliscani
I grandi feudi dei Giovannetti dell'Appennino e della Lunigiana furono confiscati e ripartiti tra la Repubblica, il Doria, i Farnese.
Carlo V, imperatore proprietario dei feudi imperiali, ripartì quelli dei Fieschi fra i suoi fedeli. 

Tra i numerosissimi feudi oggetto della ripartizione, ad Ottavio Farnese Duca di Parma (divenuto tale nel 1547, dopo l'assassinio di Pierluigi e l'occupazione da parte delle truppe dell'Imperatore di quella città in quello stesso 1547) toccarono Borgo Val di Taro con Albareto e Calestano. 

La Repubblica di Genova in val di Vara ebbe Varese Ligure e in val Fontanabuona Neirone con Roccatagliata.

A Ferrante I Gonzaga fu data Pontremoli - che Carlo V volle in tal modo tenere unita a Milano - oltre a molti altri feudi tra cui Loano, Calice al Cornoviglio, Veppo. 

Ai Doria andarono Torriglia, Carrega Ligure, Garbagna, Grondona; Antonio Doria ricevette in particolare Santo Stefano d'Aveto. 
Ettore Fieschi, unico della famiglia a non essersi schierato dalla parte dei congiurati, mantenne le sue proprietà e ricevette Savignone; pertanto con lui un ramo dei Fieschi mantenne intatta la propria posizione in Liguria.

## L'assedio del castello di Montoggio
Gerolamo Fieschi con i suoi fedeli resistette in un ultimo disperato assedio nel castello di Montoggio, al termine della quale venne giustiziato e il castello distrutto per sempre.

## Conseguenze della rivolta del Fiesco
La congiura, pur fallita, metteva in difficoltà Andrea Doria nei suoi rapporti con la Spagna. Gli Spagnoli potevano ora considerarlo non in grado di tenere il potere a lungo in Genova e con il pretesto di questa instabilità di potere instaurare in città un dominio diretto.
Figueroa proponeva assieme a Ferrante I Gonzaga, governatore di Milano, di erigere una fortezza per controllare Genova, tale da supplire all'appena demolito Castelletto, da costruirsi poco oltre in Pietraminuta. Avrebbe potuto essere una riedizione più forte del vecchio e appena demolito Castelletto, che aveva nel tardo Medioevo oppresso la città ogniqualvolta si era trovato in mano dei possessori di Genova, Milanesi o Francesi che fossero.
La nuova fortezza di Pietraminuta avrebbe dovuto ospitare un presidio spagnolo comandato da Agostino Spinola. L'altra conseguenza fu quella di dare il pretesto ad Andrea Doria di risolvere i conflitti latenti nella società genovese. Occorreva appianare una volta per tutte il contrasto tra nobili nuovi sedicenti popolari e possibili alleati della Francia, e i nobili vecchi filospagnoli con a capo gli Spinola e il cardinale Doria, essi pure possibilmente ostili al Doria per antagonismi personali.
Il Doria seppe far fronte ad entrambe le esigenze. Risolse la prima, grazie alla sua acquisita autorevolezza a valendosi dell'influenza di Adamo Centurione, banchiere di Carlo V, poté imporre il suo rifiuto per la costruzione della fortezza di Pietraminuta. E con ciò riacquistò credito presso la cittadinanza, il che gli permise di promuovere una riforma nel sistema del potere, saldando la frattura tra nobili vecchi e nobili nuovi. Riformò così il sistema politico interno con una nuova legge, detta Garibetto.

## Opere ispirate alla congiura di Gianluigi Fieschi
- La congiura del conte Gio. Luigi de' Fieschi, opera storica di Agostino Mascardi pubblicata ad Anversa nel 1629
- La congiura del conte Gian Luigi Fieschi opera storica del cardinale de Retz, pubblicata a Parigi nel 1665
- La congiura di Fiesco a Genova, dramma di Friedrich Schiller rappresentato per la prima volta nel 1783.
- La congiura dei Fieschi, film muto del 1921 diretto da Ugo Falena